# Кудряшовський сільський округ
Кудря́шовський сільський округ (каз. Кудряшов ауылдық округі, рос. Кудряшовский сельский округ) — адміністративна одиниця у складі Курмангазинського району Атирауської області Казахстану. Адміністративний центр — село Кудряшево.
Населення — 2272 особи (2021; 2325 у 2009, 2589 у 1999, 2693 у 1989).
Станом на 1989 рік існувала Кудряшевська сільська рада (села Жана-Аул, Кудряшево).

## Склад
До складу округу входять такі населені пункти:
| Населений пункт | Колишні назви | Населення, осіб (1989) | Населення, осіб (1999) | Населення, осіб (2009) | Населення, осіб (2021) |
| --------------- | ------------- | ---------------------- | ---------------------- | ---------------------- | ---------------------- |
| Арна, село      | -             | -                      | 805                    | 803                    | 662                    |
| Жанаауил, село  | Жана-Аул      | 563                    | 569                    | 451                    | 511                    |
| Кудряшево, село | -             | 2130                   | 1215                   | 1071                   | 1099                   |